# 트라이젠더
트라이젠더(Trigender)는 성 정체성, 젠더퀴어의 일종으로 개별적인 3가지 젠더를 가지고 있는 것을 의미한다. 각각 바이너리 젠더인 남성, 여성과 논바이너리의 젠더를 가지고 있을 수도 있지만 남성/여성 젠더 하나에 논바이너리 젠더 2가지를 가지고 있을 수도 있고, 논바이너리 젠더 3가지만 가지고 있을 수도 있다. 트라이젠더는 상황이나 분위기에 따라 의식적 혹은 무의식적으로 성 정체성이 전환된다. 해리성 정체감 장애와는 다르게 인격 자체가 교체되는 것이 아닌, 심리적으로 어떤 젠더로 사느냐가 다를 뿐 자신이 어떤 젠더로 전환되든 자신은 똑같은 자신이라고 인식한다. 

## 다른 정체성과의 구분
바이젠더
바이젠더는 bi-라는 접두사의 의미와 같이 개별적인 2가지의 젠더를 가지고 있지만, 트라이젠더는 tri-라는 접두사의 의미와 같이 개별적인 3가지의 젠더를 가지고 있다. 젠더의 개수가 1가지보다 많고 자신의 젠더와 관계없이 자신을 동일한 자신으로 인식하는 것은 동일하다.

젠더플루이드
젠더플루이드는 바이너리 젠더인 남성과 여성, 안드로진, 바이젠더, 에이젠더, 젠더리스, 뉴트로이스, 트라이젠더, 팬젠더, 그리고 정의되지 않은 수많은 젠더들을 의식적, 혹은 무의식적으로 물 흘러가듯 오간다. 동시에 여러 젠더를 자각할 수도 있다. 하지만 트라이젠더는 개별적인 3가지의 젠더만을 가지고 있으며, 동시에 여러 젠더를 자각하기보다는 때에 따라 젠더가 전환되는 점이 다르다.

안드로진
안드로진은 자신을 남성과 여성이 섞인 한 가지의 젠더를 가지고 있다고 생각하지만, 트라이젠더는 3가지의 젠더가 섞여 있는 것으로 생각하는 것이 아니라 각각 개별적인 3가지의 젠더를 가지고 있다고 생각한다.